# 貝瑞塔ARX-200戰鬥步槍
貝瑞塔ARX-200（英語：Beretta ARX-200）是一款在2015年下半年由意大利槍械製造商貝瑞塔所研製和生產的戰鬥步槍／精確射手步槍，亦是目前意大利武裝部隊的制式步槍和未來士兵（義大利語：Soldato Futuro）計劃的內容之一部分，並且是貝瑞塔ARX-160突擊步槍的7.62×51毫米北约口徑衍生型版本；它亦可很輕易地轉換為7.62×39毫米苏联（M43）、5.56×45毫米北約等口徑的步枪子彈。
意大利陸軍正計劃推出兩種ARX-200配置：一款是裝上可折疊及伸縮式槍托、並能夠半自動和全自動射擊的戰鬥步槍型，以及一款裝有可微調固定槍托、並且只能夠半自動射擊的精確射手步槍型。該槍僅供軍隊和執法部門使用。

## 歷史
2014年，意大利國防部撥款$2,700,000給貝瑞塔，用於研製ARX-200戰鬥步槍型。此外，意大利武裝部隊已經宣布，可能需要裝備1,170枝7.62×51毫米北約口徑的步槍。
2015年底，貝瑞塔正式推出ARX-200戰鬥步槍型，並提供給意大利軍隊。這是ARX-160模塊化突擊步槍的遙遠衍生型。它通過了多個的軍用和環境試驗，包括冷與熱溫度、溫度和濕度、冰、鹽霧、暴雨、鹽水、沙塵、泥漿、無潤滑劑、進雙彈和槍管阻塞等證明。

### 出口國外
2016年12月，阿根廷國營兵工廠與貝瑞塔簽署協議，取得特許證而生產ARX-200。

## 設計
根據阿富汗的戰鬥經驗，計劃中ARX-200用在填補意大利步兵武器在5.56×45毫米北約口徑突擊步槍和大口徑手動式狙擊步槍之間的空白。
意大利軍隊已經訂購了400枝ARX-200以進行試驗和評估，並預計第一批ARX-200將於2015年底交付使用。他們還正在測試如何向小型步兵部隊投放戰鬥步槍。據計劃，可能有2至3枝精確射手步槍型和戰鬥步槍型在班隊中使用。
貝瑞塔ARX-200的戰鬥步槍型的配置是一具配備了可調節式托腮板（高度調整）、吸震式底板和四個固定式槍背帶附接點的可折疊及伸縮式槍托，可配備貝瑞塔GLX-160 40×46毫米北約口徑附加型榴彈發射器的接口；以及可進行和半自動全自動射擊。後者時的循環射速約為600—650發／分鐘。
而其精確射手步槍型則是專為精確射手而設計，為步兵班提供了比小口徑型5.56×45毫米北約口徑所能達到的射程更遠射程的精確火力支援。這時將配備斯坦納光學公司（貝瑞塔防禦技術公司的子公司）所研製的計算機式智能戰鬥瞄準器（ICS），該瞄準器將激光測距儀、測斜儀和彈道計算機整合到一個緊湊的6×40毫米光學瞄準鏡以內；但只能進行半自動射擊。
ARX-200的氣體調節器具有三個設置，分別用於正常、惡劣環境和上消聲器以下射擊；此外還有一套完全靈巧的控制裝置，包括空槍掛機桿、彈匣扣（釋放按鈕）和快慢機（射擊選擇器）。與ARX-160不同的是，位於機匣的拋殼口不再左右通透，因而不能改變空彈殼拋出的方向。但是，拉機柄仍保持在可對調狀態，可以從上機匣的右側切換到左側，而且槍管緊鎖螺栓位於彈匣插槽的前方。
ARX-200配備了一根可快速更換的自由浮動式冷錘鍛製槍管，可以使用一把扳手，在一分鐘以內拆卸和更換。它沒有彈匣的重量為4.5公斤（9.92磅），槍托摺疊後的長度為730毫米（28.74英吋）、縮起時為890毫米（35.04英吋），而完全伸出時為1,000毫米（39.37英吋）。406毫米（15.98英吋）重型槍管（不包括消焰器）採用4條向右旋轉和279.4毫米（11英寸）纏距的比賽等級膛線。頂部整合了一條全長度皮卡汀尼導軌的上機匣，以鋼筋加強的聚合物製成，當中亦包括用於令槍機機框前後運動的內部導軌，以及對於射擊時使用Ｃ型握把的使用者而言更為精簡的前護木，貝瑞塔聲稱它在100米處5次射擊的精度為1.5MOA。
聚合物製下機匣配備了模塊化彈匣插槽，用以裝上新型貝瑞塔20發聚合物製彈匣；將其移除以後可以裝上特殊的彈匣插槽適配器，以便使用M110／SR-25模式彈匣供彈。

## 使用國
- 阿根廷
  - 阿根廷武裝部隊（訂購了40,000至50,000枝，目前尚未發配）[7]
- 義大利
  - 意大利武裝部隊[8]（目前訂購了800枝，但尚未發配給各支部隊）[1]
- - 肯尼亞警察
- 巴基斯坦
  - 巴基斯坦武裝部隊
- - 卡塔爾武裝部隊（訂購了30,000枝，由巴爾贊控股公司授權生產）[9]
- 乌克兰
  - 烏克蘭武裝部隊（2022年俄羅斯入侵烏克蘭期間獲義大利軍援）[10]

## 流行文化

### 电子游戏
- 2015年—：於「風城行動」（Operation Wind Bastion）推出，命名為「ARX200」，由皇家摩洛哥陸軍GIGR部隊幹員Nomad和REU部隊幹員Iana所使用。
- 2019年—：命名為「ARX200」，可由玩家扮演的菁英魅影小隊成員所使用，奇怪地使用FN SCAR-H的彈匣。
- 2019年—《明日方舟》：自《水晶箭行動》以後，來自《虹彩六號：圍攻行動》、原REU所屬的特種幹員Iana標誌性的「雙子複製器」所投影的替身手持的是ARX200。
- 2024年-《決勝時刻：現代戰爭III 2023》：於第二季的第五周任務所解鎖的戰鬥步槍，並命名為「SOA Subverter」。

## 資料來源
1. 1 2  .   [2017-12-24]. （原始内容存档于2019-12-23）.
2. 1 2  .   [2017-12-24]. （原始内容存档于2017-05-02）.
3. 1 2 3 4 5 6 7  . The Firearm Blog. 2015-09-16  [2017-03-26]. （原始内容存档于2017-05-02） （美国英语）.
4. ↑  Beretta Displays New CSASS in 7.62mm （页面存档备份，存于） - Kitup.Military.com, 2016-09-29.
5. ↑  .   [2017-12-24]. （原始内容存档于2017-12-15）.
6. ↑  .   [2018-08-27]. （原始内容存档于2018-08-27）.
7. ↑  .   [2017-12-24]. （原始内容存档于2018-11-22）.
8. ↑  Mexico joins Albania and Italy as customer for new Beretta rifle, DefenceNews, September 10th, 2009 by Tom Kington[永久]
9. ↑  .   [2018-08-25]. （原始内容存档于2020-11-30）.
10. ↑  .   [2022-10-15]. （原始内容存档于2022-10-17）.

## 外部連結
- （英文）—Beretta Defence （页面存档备份，存于）
- （英文）—Beretta Defence ARX 160 brochure （页面存档备份，存于）
- （英文）—Modern Firearms—Beretta ARX-200 （页面存档备份，存于）
- （英文）—The Firearm Blog.com—［SHOT 2016］ Beretta ARX-200 To Be Available In April? （页面存档备份，存于）